# エルンスト (ザクセン選帝侯)

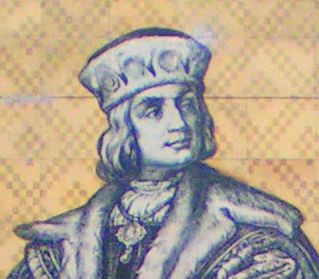
ザクセン選帝侯エルンスト（ドレスデン城、『君主の行列』より）

エルンスト（Ernst, 1441年3月24日 - 1486年8月26日）は、ザクセン選帝侯（在位：1464年 - 1486年）、テューリンゲン方伯、マイセン辺境伯。ヴェッティン家の分枝エルネスティン家の始祖。

## 生涯
ザクセン選帝侯フリードリヒ2世とその妃で内オーストリア公エルンストの娘であるマルガレータの間の次男として生まれた。1451年、兄フリードリヒの夭折により選帝侯家の世子となった。1455年、エルンストは弟のアルブレヒトと共に、父に恨みを持つ騎士クンツ・フォン・カウフンゲンによってアルテンブルクから誘拐されたが、その後救出された。この事件は「アルテンブルクでの公子誘拐事件（Altenburger Prinzenraub）」と呼ばれている。1460年11月19日、バイエルン公アルブレヒト3世の娘エリーザベトと結婚した。
1464年に父が没するとザクセン選帝侯領を単独で統治することになったが、マイセンとテューリンゲンの領土に関しては弟のアルブレヒトと1485年まで共同統治を行った。領国の統治はエルンストを中心として行われた。エルンストの治世中、ヴェッティン家の領土はかなりの規模に拡大し、ドレスデンやマイセンなどの諸都市もエルンストの下で発展していった。1466年にフォークトラント伯領を獲得し、次男と3男にそれぞれマクデブルク大司教とマインツ大司教の地位を確保した。息子達の大司教位は1480年にローマまで赴いて手に入れている。またエルンストの治世下、エルフルトとクヴェトリンブルクもザクセン選帝侯の保護領と化した。クヴェトリンブルクに関しては1477年にアルブレヒトと一緒に武力で鎮圧し、クヴェトリンブルク女子修道院の院長を務める妹ヘートヴィヒを屈服させている。
1485年6月17日、エルンストは弟達の警告を無視してライプツィヒ分割協定に調印した。その3年前の1482年、叔父のテューリンゲン方伯ヴィルヘルム3世の死により、テューリンゲン地方がエルンストとアルブレヒトの領土に回収されていた。公爵兄弟は共同統治体制を放棄し、エルンストはザクセン選帝侯領のうち、より重要なテューリンゲン地方にあるザクセン＝ヴィッテンベルク公領、ザクセン宮中伯領、マクデブルク城伯領、フォークトラント伯領およびフランケン地方のヴェッティン家領を確保した。エルンストはアルブレヒトに分割相続を承諾させ、弟には自分が確保した領土以外の残りの地域を与えた。ヴェッティン家領のエルネスティン系とアルベルティン系への分裂は、その後の神聖ローマ帝国におけるザクセンの地位の大幅な低下の予兆といえるものだった。
外交面では、エルンストはボヘミアとの関係で難しい立場に立たされた。ボヘミアとザクセンの国境は1459年にはエーゲル条約により確定された。エルンストは伯父の神聖ローマ皇帝フリードリヒ3世の与党であったにもかかわらず、その敵対者のハンガリー王マーチャーシュ1世にも接近した。エルンストの治世下でヴェッティン家の対外的な野心は東欧に向かい、エルンストは1472年にシレジアのジャガン公領を、1477年にはドイツ東端部のゾーラウ（現在のポーランド領ジャルィ）、ベースコー、ストルコーをそれぞれ購入したが、この結果としてブランデンブルク選帝侯領との抗争が始まった。
1486年、ローマ王選挙で支持した従弟のマクシミリアン1世をローマ王に選出した直後に落馬事故で死去した。

## 子女
妻エリーザベトとの間に7人の子女をもうけた。
- クリスティーナ（1461年 - 1521年） - 1478年、デンマーク・ノルウェー・スウェーデン王ハンスと結婚
- フリードリヒ3世（1462年 - 1525年） - ザクセン選帝侯
- エルンスト（1464年 - 1513年） - マクデブルク大司教
- アーダルベルト［アルブレヒト］（1467年 - 1484年） - マインツ大司教
- ヨハン（1468年 - 1532年） - ザクセン選帝侯
- マルガレーテ（1469年 - 1528年） - 1487年、ブラウンシュヴァイク＝リューネブルク公ハインリヒ1世と結婚
- ヴォルフガング（1473年 - 1478年）

| 先代 フリードリヒ2世 | ザクセン選帝侯 1464年 - 1486年 | 次代 フリードリヒ3世 |